# Brocéliande Communauté
Die Brocéliande Communauté, vormals Communauté de communes de Brocéliande, ist ein französischer Gemeindeverband mit der Rechtsform einer Communauté de communes im Département Ille-et-Vilaine in der Region Bretagne. Der Gemeindeverband wurde am 3. Dezember 1993 gegründet und besteht aus acht Gemeinden. Der Verwaltungssitz befindet sich im Ort Plélan-le-Grand.

## Mitgliedsgemeinden
| Gemeinde               | Einwohner 1. Januar 2022 | Fläche km² | Dichte Einw./km² | Code INSEE | Postleitzahl |
| ---------------------- | ------------------------ | ---------- | ---------------- | ---------- | ------------ |
| Bréal-sous-Montfort    | 6.430                    | 33,82      | 190              | 35037      | 35310        |
| Maxent                 | 1.457                    | 39,72      | 37               | 35169      | 35380        |
| Monterfil              | 1.352                    | 16,94      | 80               | 35187      | 35160        |
| Paimpont               | 1.778                    | 110,28     | 16               | 35211      | 35380        |
| Plélan-le-Grand        | 4.063                    | 49,74      | 82               | 35223      | 35380        |
| Saint-Péran            | 415                      | 9,37       | 44               | 35305      | 35380        |
| Saint-Thurial          | 2.165                    | 18,01      | 120              | 35319      | 35310        |
| Treffendel             | 1.327                    | 18,98      | 70               | 35340      | 35380        |
| Brocéliande Communauté | 18.987                   | 296,86     | 64               | –          | –            |